# Биралци
Биралци (грч. Περδίκκας, Пердикас, тур. Nalbantköy, Налбанткој) је насељено место у општини Еордеја у периферији Западна Македонија, Грчка. Према попису из 2021. године било је 1.372 становника.
Према бугарском географу и историчару, Василу Канчову, у Биралцима је 1900. године живело 420 Турака и 380 Словена хришћана. Године 1924. турско становништво је принудно исељено у Турску а на њихово место су насељене грчке избегличке породице из Турске, укупно 453 особе. На попису из 1928. године Биралци су имали 1.112 становника.